# Mellon Collie and the Infinite Sadness
Mellon Collie and the Infinite Sadness es el tercer álbum de estudio de la banda de rock alternativo estadounidense The Smashing Pumpkins, lanzado el 23 de octubre de 1995 por medio de la compañía discográfica Virgin Records. El álbum de veintiocho pistas se lanzó en formatos CD doble y triple vinilo y fue producido por el líder de la banda Billy Corgan junto a Flood y Alan Moulder. El álbum contiene una gran diversidad de estilos, además de incorporar más peso musical por parte de la bajista D'arcy Wretzky y el segundo guitarrista James Iha que en los trabajos previos.
Precedido del sencillo "Bullet with Butterfly Wings", el álbum debutó en el número uno de la lista del Billboard 200, siendo la primera y última vez que lo consiguiera la banda. Se extrajeron cuatro sencillos más —"1979"; "Zero"; "Tonight, Tonight"; y "Thirty-Three"— a lo largo de 1996 y ha sido certificado con un disco de diamante por la RIAA por alcanzar los diez millones de discos vendidos.
Mellon Collie and the Infinite Sadness recibió buenas críticas por su ambición y alcance, y recibió siete nominaciones a los Premios Grammy en 1997. En 1998 fue votado por los lectores de la revista Q como el vigésimo noveno álbum más importante de todos los tiempos. En 2003, la revista Rolling Stone lo posicionó en el puesto número 487 de la lista de Rolling Stone de los 500 mejores álbumes de todos los tiempos y la revista Time lo nombró como el "Mejor álbum de 1995".

## Grabación y producción
Después de la gira promocional de trece meses del álbum Siamese Dream (1993), Corgan comenzó inmediatamente a escribir canciones para el siguiente álbum de The Smashing Pumpkins. Desde el principio la intención era que fuese un álbum doble. Corgan dijo: "Casi teníamos suficiente material para que Siamese Dream fuese un álbum doble. Con este nuevo álbum, me gustaba la idea de crear un campo más amplio en el que poner otro tipo de material que estábamos escribiendo". Corgan sentía que la aproximación musical de la banda seguía su curso, y quería que la banda tomara este álbum como si fuera el último. En aquel momento Corgan describió el álbum como el "The Wall para la Generación X", una comparación con el afamado doble álbum conceptual de Pink Floyd de 1979.
Para este álbum la banda decidió no contar con la colaboración de Butch Vig, quien había producido los álbumes previos de la banda, decidiéndose en esta ocasión por Flood y Alan Moulder como coproductores. Corgan explicó, "Para ser completamente honesto, creo que era una situación en la que estábamos tan cercanos con Butch que comenzó a ir en nuestra contra... Sentí que tenía que forzar la situación, sónicamente, y salirnos del modelo habitual de grabación de Pumpkin. No quería repetir trabajos anteriores de Pumpkin". En abril de 1995, la banda comenzó a grabar en locales de ensayo, en lugar de entrar directamente al estudio de grabación. Flood empujó inmediatamente a la banda a cambiar su forma de grabar. Corgan después dijo, "Flood pensó que la banda que veía en directo no era lo que se capturaba en las grabaciones". En las sesiones, la banda grabó ritmos toscos con Flood. Diseñado originalmente para crear un borrador del álbum, los ensayos terminaron siendo los cimientos del nuevo álbum. Durante las grabaciones con Flood, el productor insistió en que la banda se tomara un rato al día para improvisar o componer, prácticas que la banda nunca había hecho durante las sesiones de grabación. Corgan dijo, "Trabajando así hizo que todo el proceso fuera muy interesante- haciendo que no llegase a un punto muerto".
Corgan buscó eliminar la tensión que hubo en las sesiones de grabación de Siamese Dream. Corgan dijo respecto a estos problemas, "Para mí, el mayor delito era la gran cantidad de tiempo que tenía que esperar todo el mundo para montar las partes de guitarra. Pasaban semanas donde nadie tenía nada que hacer excepto sentarse y esperar". La banda decidió contrarrestar la inactividad usando dos salas de grabación de forma simultánea. Esta táctica permitió a Corgan trabajar en las voces y los arreglos de los temas mientras se grababa en la otra sala. Durante estas sesiones, Flood y Corgan trabajaban en una de las salas mientras que Moulder, el guitarrista James Iha, y el bajista D'arcy Wretzky trabajaban en la otra. Iha y Wretzky tuvieron un papel más importante en la grabación de este álbum, al contrario que en Siamese Dream, donde se llegó a decir que Corgan había grabado él mismo todas las partes de guitarra y bajo. James Iha comentó sobre las sesiones de grabación:

El gran cambio es que Billy no está siendo el gran 'yo hago esto-yo hago lo otro'. Es mucho mejor. La banda hizo los arreglos de muchas de las canciones del álbum, y la composición de los temas fue orgánico. Las circunstancias del anterior álbum y la forma en que trabajamos fueron realmente malos.

 Después de las sesiones en locales de ensayo, la banda grabó overdubs en el Chicago Recording Company. Se utilizó el Pro Tools para las piezas de guitarra además de para los loops y samplers de la posproducción. Wretzky también grabó gran cantidad de coros, aunque no aparece ninguno excepto los de la canción "Beautiful". Cuando acabaron las sesiones de grabación, la banda disponía de 57 canciones terminadas para ser incluidas en Mellon Collie. El álbum iba a contener 32 canciones, aunque finalmente se decidió que fueran 28.

## Música

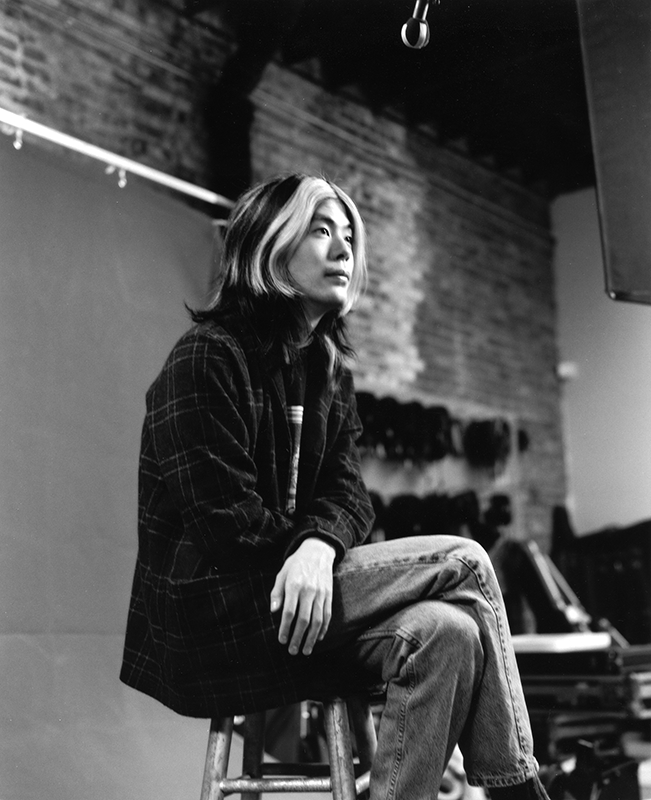
James Iha fotografiado en 1995.

Mellon Collie and the Infinite Sadness es un álbum conceptual suelto, con la intención de que las canciones se unan de forma conceptual como símbolo del ciclo de la vida y la muerte. Billy Corgan dijo que el álbum está basado en "la condición humana de la pena mortal". La naturaleza expansiva del álbum hace que se utilicen varios estilos distintos en sus canciones, contrastando con lo que algunos críticos describieron como "un sabor dimensional" de los dos álbumes previos. Se utiliza una variedad mucho más amplia de instrumentación, como piano ("Mellon Collie and the Infinite Sadness"), sintetizadores y loops de batería ("1979"), una orquesta ("Tonight, Tonight"), MIDI ("Beautiful") e incluso saleros y tijeras ("Cupid de Locke").
Todas las piezas de guitarra del álbum están afinadas un semitono abajo para "hacer la música más grave", según Corgan. En algunas canciones, como "Jellybelly", la primera cuerda se bajó una segunda mayor a do sostenido (según Corgan es "la afinación grunge"). Se utilizaron una mayor variedad de guitarras overdubbed que en álbumes previos. Iha dijo, "En el pasado, todo tenía que ser overdubbed y superpuesto en capas de guitarra de forma exagerada. Esa no era nuestra intención esta vez, aunque también se hizo". "To Forgive" consiste en una sola toma de guitarra, mientras que "Thru the Eyes of Ruby" contiene aproximadamente setenta pistas de guitarra. Las varias secciones de "Porcelina of the Vast Oceans” se grabaron en momentos distintos, con diferentes instrumentos y efectos de grabación, y compuestos digitalmente con Pro Tools. Corgan e Iha comparten los solos; Iha haciendo una estimación de que las responsabilidades de guitarra están al 50 % en el álbum.
Todas menos dos canciones del álbum están compuestas por Corgan. La última pista del primer disco, "Take Me Down", fue compuesta y cantada por Iha, mientras que la última pista del álbum, "Farewell and Goodnight", está coescrita por Corgan e Iha y contiene la voz de todos los miembros de la banda. Iha compuso más canciones durante el proceso del álbum, aunque finalmente fueron descartadas. Corgan dijo en una entrevista de 1995 a la revista Rolling Stone, "Hay algunas caras B que compuso James que son realmente buenas. Simplemente no tenían cabida en el contexto del álbum. Parte de mí se siente mal. Pero a lo largo de los siete años que hemos estado juntos, lo menos tenso de la banda ha sido la música".

## Lanzamiento
Mellon Collie and the Infinite Sadness se lanzó al mercado el 24 de octubre de 1995. A la semana siguiente, el álbum debutó en el puesto número uno de la lista Billboard 200, algo inusual para un álbum doble con un precio superior a los $20. La RIAA ha certificado que el álbum ha vendido más de 9.8 millones de copias en Estados Unidos.

## Recepción

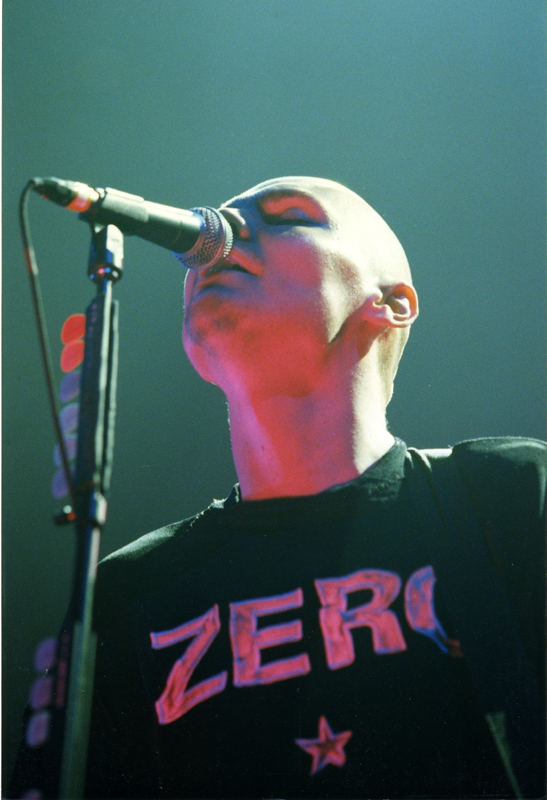
Billy Corgan con la camiseta de "Zero" durante una actuación de 2005.

Christopher John Farley de la revista Time dijo del álbum que era "el trabajo más ambicioso y conseguido de la banda hasta el día". Farley escribió, "Uno tiene la sensación de que la banda tiró adelante de forma instintiva; el mero campo que abarca el álbum (28 canciones) no da pie a predicciones o ideas previas". Time seleccionó a Mellon Collie and the Infinite Sadness como álbum del año en su lista de "Lo mejor de 1995". Entertainment Weekly le concedió al álbum una valoración de A (máxima); el crítico David Browne alabó la ambición de la banda y dijo que "Mellon Collie and the Infinite Sadness es más que un mero trabajo de un melindroso y torturado obsesivo. Corgan se presenta a sí mismo como uno de los últimos verdaderos creyentes: alguien para quien vomitar toda esta música resulta de alguna manera arte mayor de época. No parece importarle las persistentes cuestiones sobre "venderse" del rock alternativo, y bien que hace: apunta a algo más alto y conquistador". Rolling Stone le concedió al álbum tres de cinco estrellas. El crítico Jim DeRogatis alabó el álbum diciendo que era "uno de los pocos lanzamientos de rock épico cuya mayor parte está justificado con sus ritmos". El crítico dijo que el mayor fallo del álbum eran las letras de Corgan, diciendo que eran "como regodearse en su propia miseria con gruñidos sobre todos y todo lo que no llena sus expectaciones". Mientras que DeRogatis dijo que Mellon Collie and the Infinite Sadness "podía incluso igualar a The Wall en sus logros musicales", aunque argumentó que las letras de Corgan eran mediocres en comparación. El periodista de Mojo Ben Edmunds, también alabó la música mientras que criticó las letras de Corgan. Edmunds escribió: "Las letras [de Corgan] parecen ser el depósito de los peores aspectos de sus influencias más preciadas. Escribe con una aptitud heavy metal para el juego de palabras y una convicción inflada tipo prog-rock, una combinación mortal".
Se extrajeron cinco sencillos del álbum. Mientras que Corgan había pensado en "Jellybelly" como primer sencillo del álbum, le comentó a la revista Chart que se cambió por "Bullet with Butterfly Wings" porque "'Bullet es una de esas canciones donde es fácil cantar los coros y, bueno, hay que vender los álbumes". "Bullet with Butterfly Wings" se convirtió en el primer sencillo de The Smashing Pumpkins en entrar en el Top 40 del Billboard Hot 100, alcanzando el puesto número 22. "1979", el segundo sencillo del álbum, llegó al puesto número 12, convirtiéndose así en el sencillo más exitoso de la banda en Estados Unidos. El sencillo de "Zero" se lanzó como EP con seis caras B. La RIAA certificó oro a los tres sencillos. "Tonight, Tonight" y "Thirty-Three", los últimos dos sencillos del álbum, llegaron a los puestos 36 y 39 de las listas del Billboard, respectivamente. Aunque no se lanzó como sencillo, la canción "Muzzle" alcanzó el puesto número ocho de la lista Modern Rock Tracks y el número diez de la Mainstream Rock Tracks.
The Smashing Pumpkins lograron siete nominaciones a los Premios Grammy de 1997 gracias a Mellon Collie and the Infinite Sadness, siendo la segunda banda o artista con más nominaciones de ese año. Recibieron nominaciones a álbum del año, grabación del año ("1979"), mejor álbum de música alternativa, mejor dúo o grupo con vocalista ("1979"), mejor actuación de rock ("Bullet with Butterfly Wings"), mejor actuación de pop instrumental ("Mellon Collie and the Infinite Sadness") y mejor vídeo musical ("Tonight, Tonight") en los Premios Grammy de 1997. La banda solo recibió uno de los premios, la de mejor interpretación de rock con vocalista por "Bullet with Butterfly Wings". Mellon Collie and the Infinite Sadness también llegó al puesto número 14 de la lista de críticos Pazz & Jop elaborada por la revista Village Voice en 1995.

## Lista de canciones
La edición en disco compacto del álbum fue dividida en dos CD, titulados Dawn to Dusk y Twilight to Starlight. La edición en casete del álbum fue dividida de manera similar. La edición en disco de vinilo fue dividida en seis lados, titulados Dawn, Tea Time, Dusk, Twilight, Midnight y Starlight, e incluyó dos canciones adicionales ("Tonite Reprise" e "Infinite Sadness"), además de poseer una lista de canciones completamente diferente en cuanto a orden, respecto a las ediciones en disco compacto y casete.
Los sencillos de Mellon Collie and the Infinite Sadness fueron recopilados en el box set The Aeroplane Flies High, el cual incluyó la canción "Tonite Reprise". "Infinite Sadness" se encuentra solo disponible en la edición en disco de vinilo y en descarga digital.
Todas las canciones fueron escritas por Billy Corgan, excepto "Take Me Down", escrita por James Iha, y "Farewell and Goodnight", escrita por Billy Corgan y James Iha.

### Edición en disco compacto y casete
| - Disco 1: Dawn to Dusk 1. "Mellon Collie and the Infinite Sadness" – 2:52 2. "Tonight, Tonight" – 4:14 3. "Jellybelly" – 3:01 4. "Zero" – 2:41 5. "Here Is No Why" – 3:45 6. "Bullet with Butterfly Wings" – 4:18 7. "To Forgive" – 4:17 8. "Fuck You (An Ode To No One)" – 4:51 9. "Love" – 4:21 10. "Cupid de Locke" – 2:50 11. "Galapogos" – 4:47 12. "Muzzle" – 3:44 13. "Porcelina of the Vast Oceans" – 9:21 14. "Take Me Down" – 2:52 | - Disco 2: Twilight to Starlight 1. "Where Boys Fear to Tread" – 4:22 2. "Bodies" – 4:12 3. "Thirty-Three" – 4:10 4. "In the Arms of Sleep" – 4:12 5. "1979" – 4:25 6. "Tales of a Scorched Earth" – 3:46 7. "Thru the Eyes of Ruby" – 7:38 8. "Stumbleine" – 2:54 9. "X.Y.U." – 7:07 10. "We Only Came Out at Night" – 4:05 11. "Beautiful" – 4:18 12. "Lily (My One and Only)" – 3:31 13. "By Starlight" – 4:48 14. "Farewell and Goodnight" – 4:22 |

### Edición en disco de vinilo
| - Lado 1: Dawn 1. "Mellon Collie and the Infinite Sadness" – 2:52 2. "Tonight, Tonight" – 4:14 3. "Thirty-Three" – 4:10 4. "In the Arms of Sleep" – 4:12 5. "Take Me Down" – 2:52 - Lado 2: Tea Time 1. "Jellybelly" – 3:01 2. "Bodies" – 4:12 3. "To Forgive" – 4:17 4. "Here Is No Why" – 3:45 5. "Porcelina of the Vast Oceans" – 9:21 - Lado 3: Dusk 1. "Bullet with Butterfly Wings" – 4:18 2. "Thru the Eyes of Ruby" – 7:38 3. "Muzzle" – 3:44 4. "Galapogos" – 4:47 5. "Tales of a Scorched Earth" – 3:46 | - Lado 4: Twilight 1. "1979" – 4:25 2. "Beautiful" – 4:18 3. "Cupid de Locke" – 2:50 4. "By Starlight" – 4:48 5. "We Only Come Out at Night" – 4:05 - Lado 5: Midnight 1. "Where Boys Fear to Tread" – 4:22 2. "Zero" – 2:41 3. "Fuck You (An Ode To No One)" – 4:51 4. "Love" – 4:21 5. "X.Y.U." – 7:07 - Lado 6: Starlight 1. "Stumbleine" – 2:54 2. "Lily (My One and Only)" – 3:31 3. "Tonite Reprise" – 2:40 4. "Farewell and Goodnight" – 4:22 5. "Infinite Sadness" – 4:02 |

Mellon Collie and the Infinite Sadness fue lanzado en distintos formatos en tres países, entre 1995 y 1996:
| País           | Fecha                 | Discográfica   | Formato  | Números de catálogo |
| -------------- | --------------------- | -------------- | -------- | ------------------- |
| Italia         | 23 de octubre de 1995 | Hut Records    | 2 CD     | CDHUTD30            |
| Italia         | 23 de octubre de 1995 | Virgin Records | 2 CD     | 7243 8 40864 2 8    |
| Estados Unidos | 24 de octubre de 1995 | Virgin Records | 2 casete | Desconocido         |
| Estados Unidos | 24 de octubre de 1995 | Virgin Records | 2 CD     | 7243 8 40861 2 1    |
| Japón          | 25 de octubre de 1995 | Toshiba-EMI    | 2 CD     | VJCP-25203/4        |
| Estados Unidos | 29 de abril de 1996   | Hut Records    | 3 LP     | HUTTLP30            |
| Estados Unidos | 29 de abril de 1996   | Virgin Records | 3 LP     | 7243 8 41655 1 2    |

## Posición en listas y certificaciones
| Listas (1995)                      | Posición | Ventas     | Certificaciones |
| ---------------------------------- | -------- | ---------- | --------------- |
| Lista de álbumes de Estados Unidos | 1        | 10 000 000 | Diamante        |
| Lista de álbumes de Australia      | 1        |            |                 |
| Lista de álbumes de Austria        | 36       |            |                 |
| Lista de álbumes de Bélgica        | 2        |            |                 |
| Lista de álbumes de Canadá         | 2        | 1 000 000+ | Diamante        |
| Lista de álbumes de Finlandia      | 14       |            |                 |
| Lista de álbumes de Francia        | 34       |            |                 |
| Lista de álbumes de Alemania       | 21       | 100 000+   | Oro             |
| Lista de álbumes de Países Bajos   | 6        | 35 000+    | Oro             |
| Lista de álbumes de Nueva Zelanda  | 1        |            |                 |
| Lista de álbumes de Noruega        | 7        |            |                 |
| Lista de álbumes de Suecia         | 1        |            |                 |
| Lista de álbumes de Suiza          | 27       |            |                 |
| Lista de álbumes del Reino Unido   | 4        | 300 000+   | Platino         |

## Personal
| The Smashing Pumpkins - Billy Corgan – voz principal, guitarra, piano, productor, mezclas, arreglos de cuerda en "Tonight, Tonight", dirección artística y de diseño - James Iha – guitarra, créditos adicionales en "Take Me Down" y "Farewell and Goodnight": voz, mezcla y producción adicional - D'Arcy Wretzky – bajo, voz en "Beautiful" y "Farewell and Goodnight" - Jimmy Chamberlin – batería, voz en "Farewell y Goodnight" | Personal técnico - Flood – productor, mezclas - Alan Moulder – productor, mezclas - Chicago Symphony Orchestra – orquesta en "Tonight, Tonight" - Audrey Riley – arreglos de cuerda en "Tonight, Tonight" - Greg Leisz – steel guitar en "Take Me Down" - Chris Shepard – grabación - Claudine Pontier – asistente de grabación - Dave Kresl – asistente de grabación sección de cuerdas - Barry Goldberg – grabación vocal adicional, asistente de mezclas - Howie Weinberg – masterización - Frank Olinsky – dirección artística y de diseño - John Craig – ilustrador - Andrea Giacobbe – fotografía - Jeff Moleski – asistencia técnica - Russ Spice – asistencia técnica - Tim "Gooch" Lougee – asistencia técnica - Adam Green – asistencia técnica - Roger Carpenter – asistencia técnica - Guitar Dave Mannet – asistencia técnica |